# Karlskrona HK
Le Karlskrona HK est un club de hockey sur glace de Karlskrona en Suède. Il évolue en Allsvenskan, la deuxième division suédoise.

## Historique
Le club est créé en 2001.

## Palmarès
- Aucun titre.